# Komatsu
Komatsu Limited (japonsky 株式会社小松製作所, Kabushiki-gaisha Komatsu Seisakusho) krátce Komatsu (katakana コマツ) je japonská nadnárodní společnost, která vyrábí stavební, těžební, lesnické a vojenské stroje a průmyslová zařízení a vybavení jako jsou lisy, lasery a termoelektrické generátory. Její sídlo je v Minatu v Tokiu. Společnost byla pojmenována po městě Komacu v prefektuře Išikawě, kde byla v roce 1921 založena.
Komatsu je po americké společnosti Caterpillar druhým největším výrobcem stavebního a těžebního zařízení na světě. Obě firmy vyrábí 85 % světové produkce těžebních strojů.

Produkty Komatsu
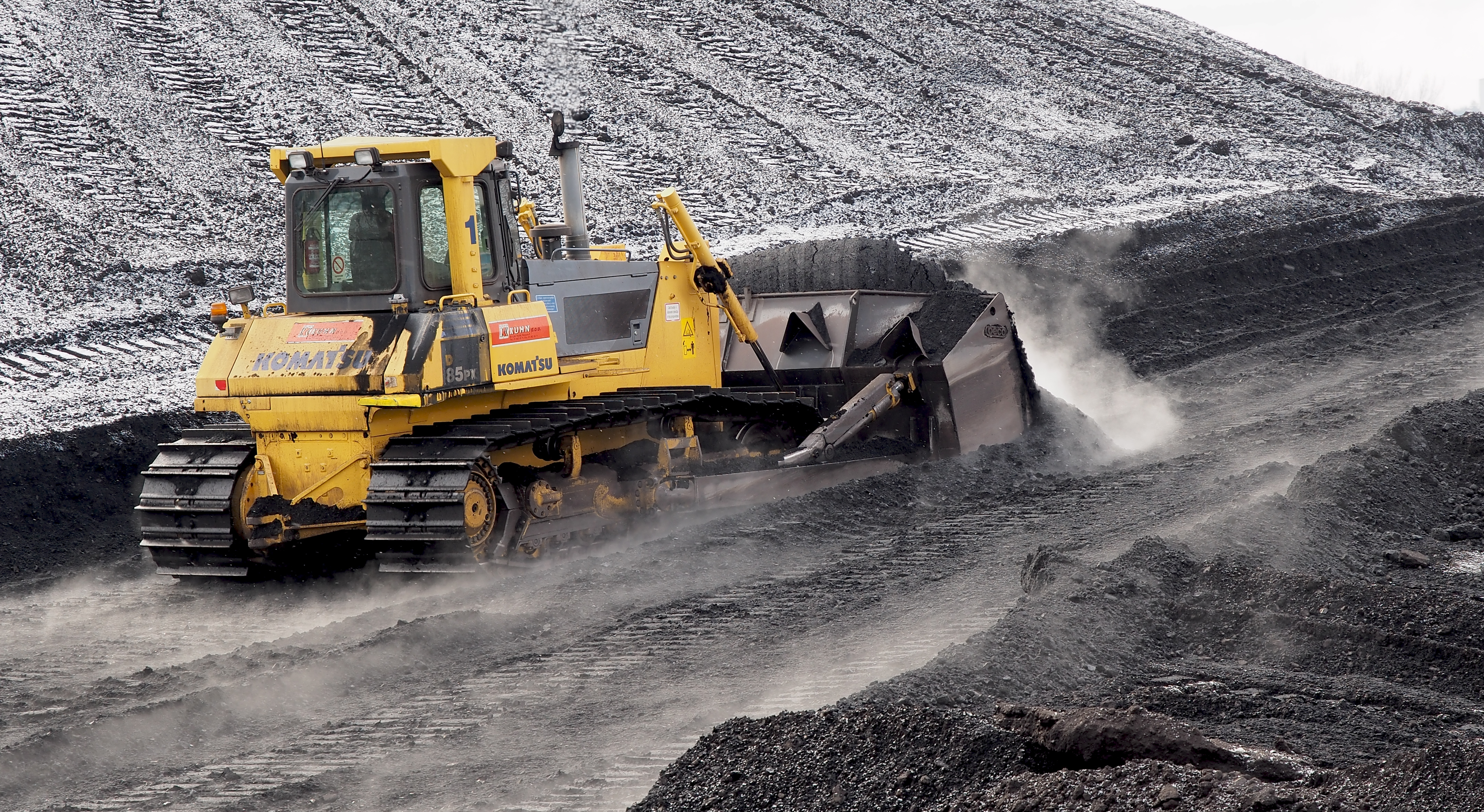
Buldozér Komatsu D85 PX
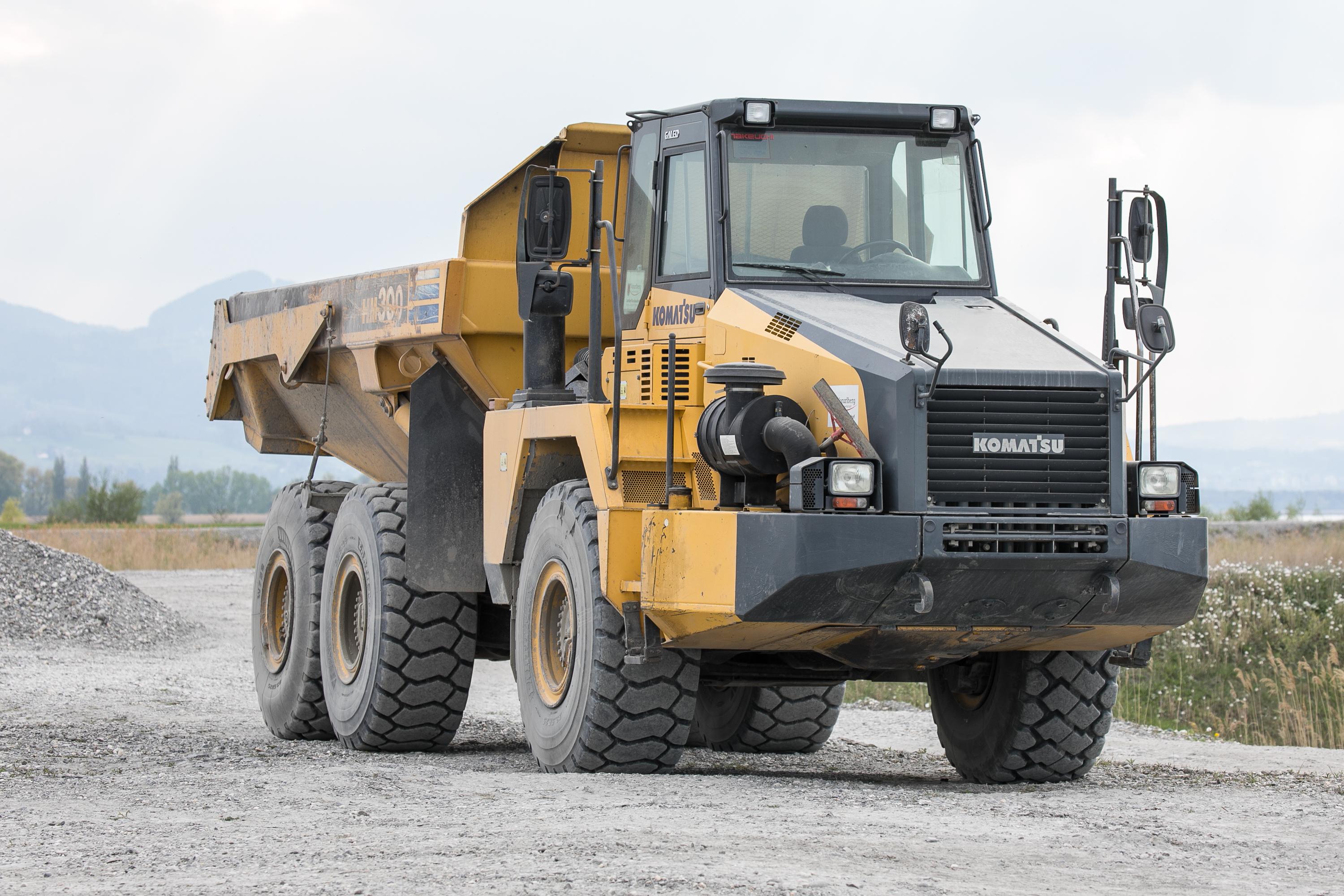
Sklápěč Komatsu HM300
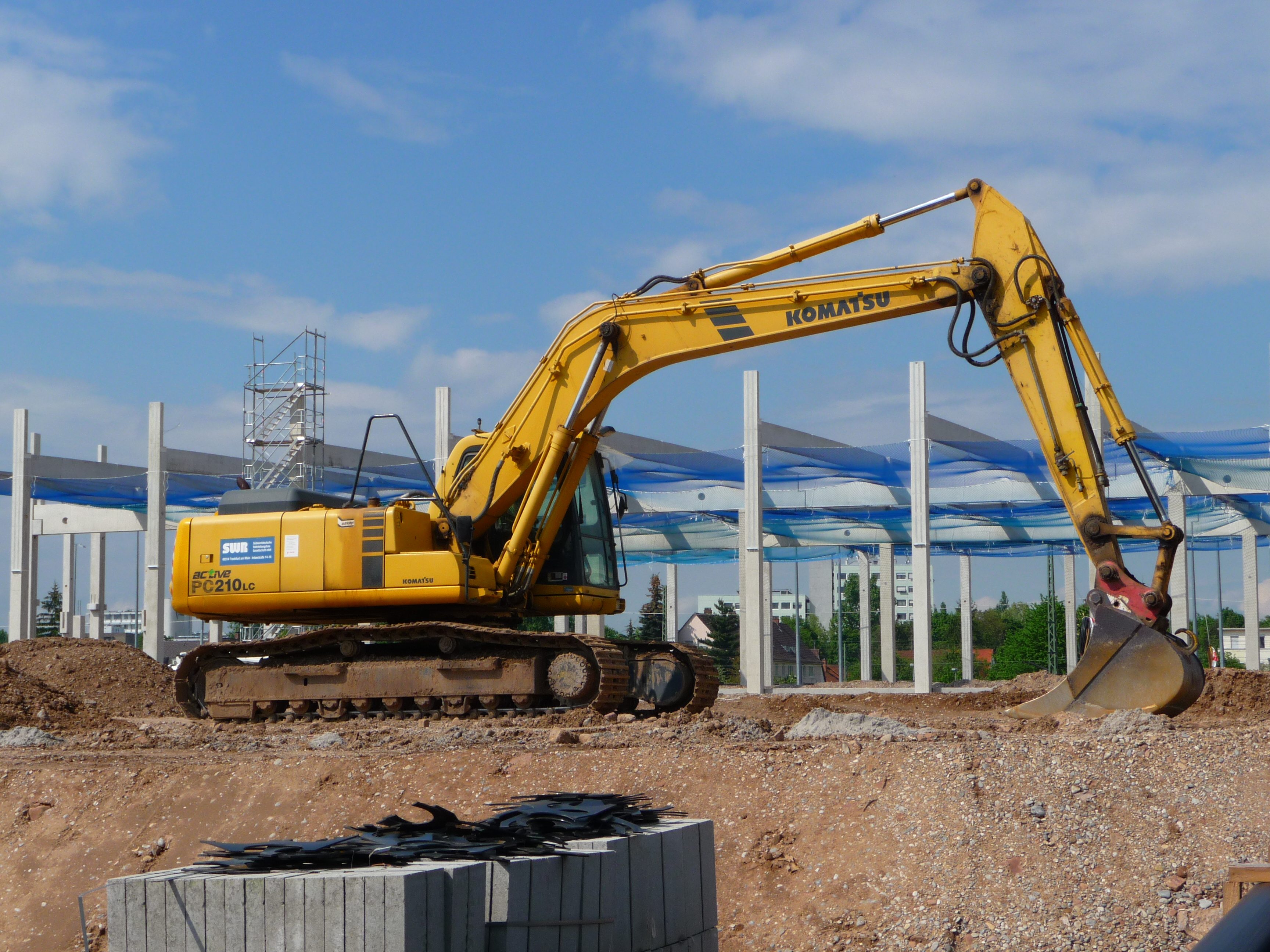
Bagr Komatsu PC210 LC
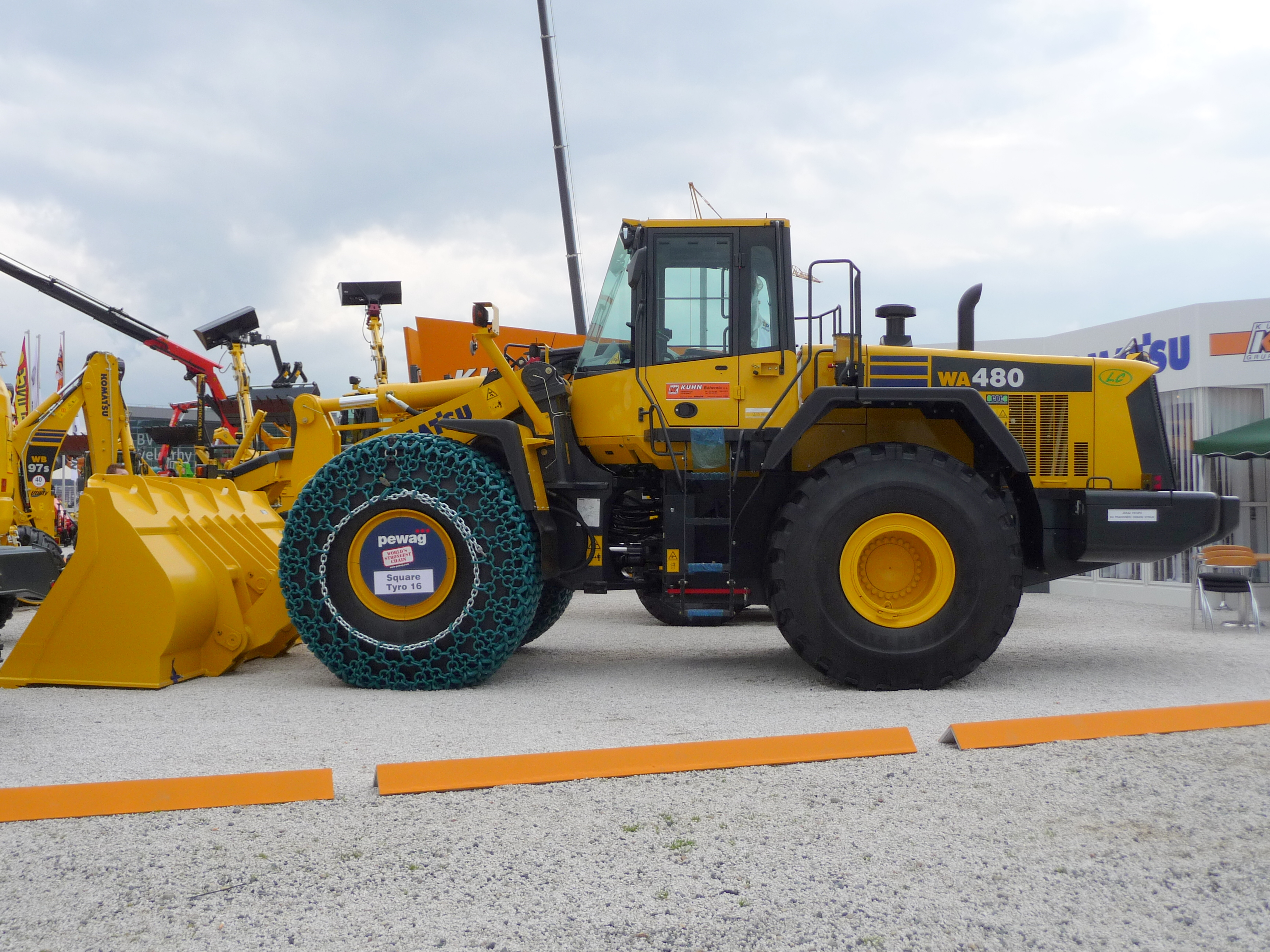
Nakladač Komatsu WA480
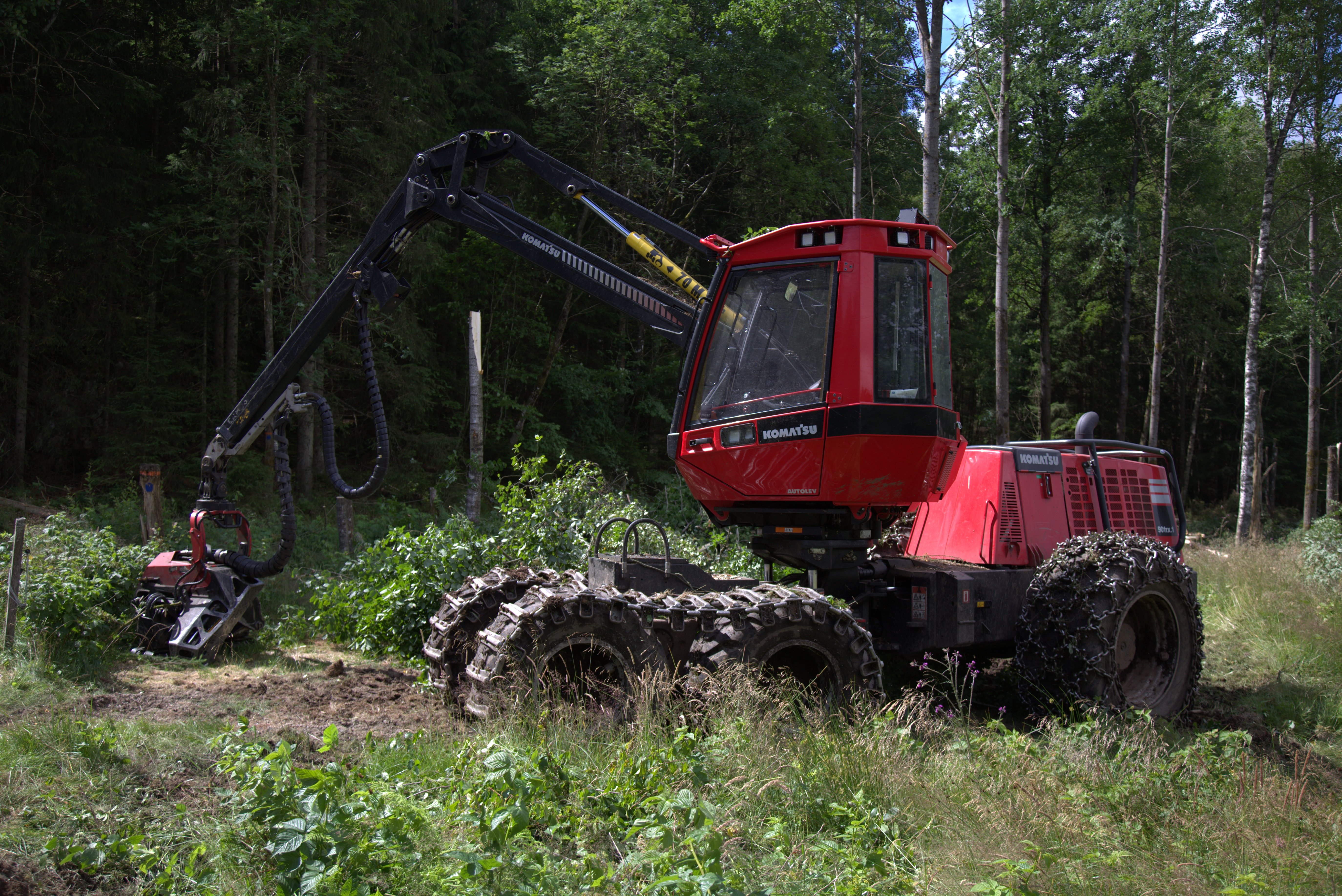
Lesnický harvestor 90frx.1
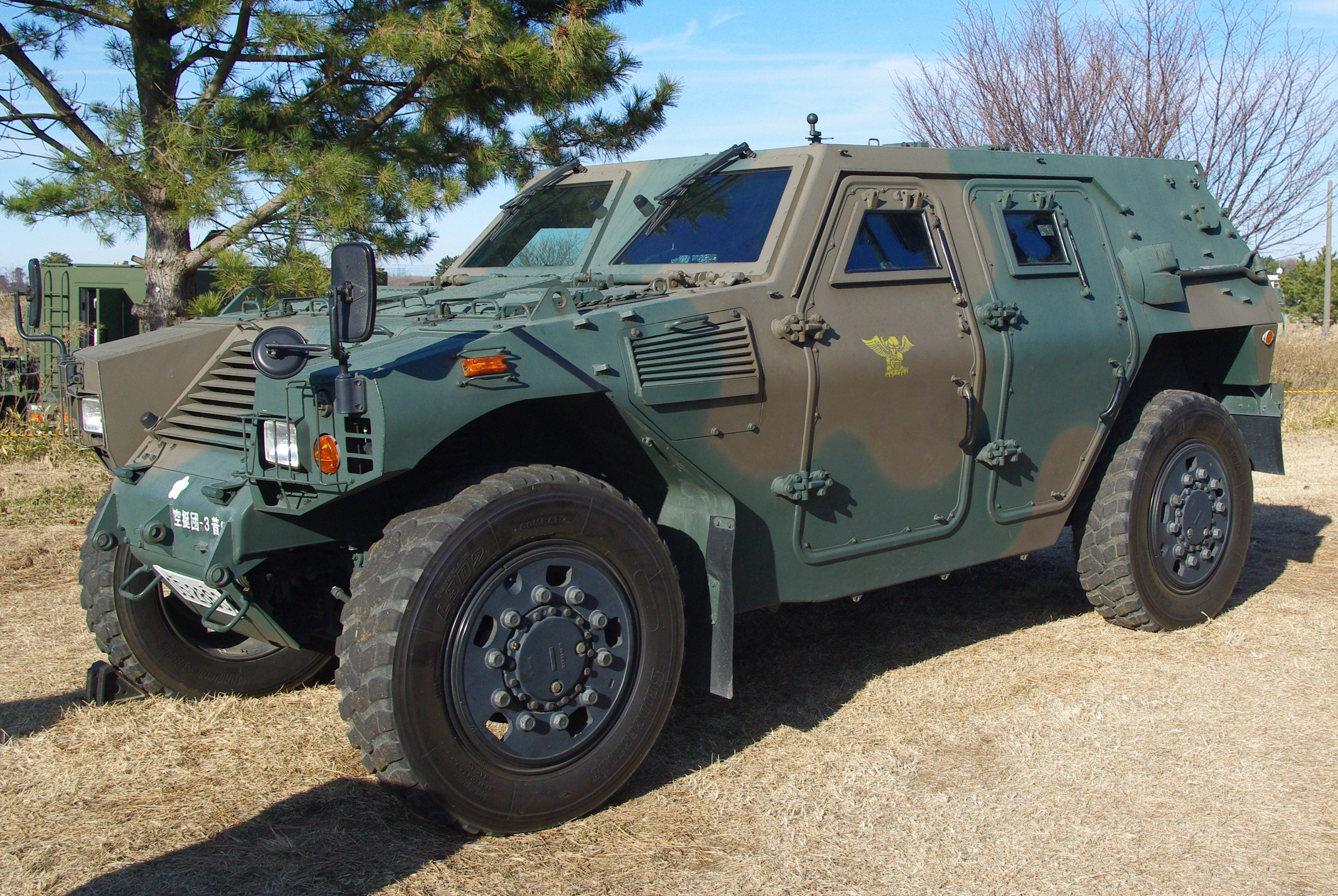
Lehké obrněné vozidlo Komatsu LAV